# Hyskenstræde
Hyskenstræde er en gade i Indre By i København. Den går fra Vimmelskaftet (Strøget) til Kompagnistræde. Efter Kompagnistræde fortsætter den som Naboløs, og på den anden side af Strøget som Klosterstræde.
Gaden er ensrettet og har parkering for biler og cykler i den vestlige side, samt smalle fortove i begge sider. Den korte gade har ikke mindre end fem fredede bygninger.

## Gadens navn og historie
Hyskenstræde er nævnt første gang i 1480 som "thet gamle Hyskenstræde". Navnet er afledt af det plattyske ord Hyseken (små huse), der hentyder til, at der ved gaden var nødtørftshuse. Allerede i 1373 omtaltes nødtørftsanstalten "Hysekebro".
I 1782 boede "kongelig første Hofprædikant" dr. theol. Christian Bastholm i nr. 3, og N.S. Nebelong fra Kunstakademiet i nr. 10 i 1851.
Nr. 9 er fra 1834 (facaden undtaget, som stammer fra en bygning rejst 1798-99), og havde som bygherre overlærer og inspektør Christian Carstens fra Sankt Petri Skole. 
H.C. Andersen startede sit eventyr Pebersvendens nathue (1858) med en beskrivelse af Hyskenstræde: "Der er i Kjøbenhavn en Gade, som har det underlige Navn "Hyskenstræde", og hvorfor hedder den det og hvad har det at betyde? Det skal være Tydsk, men der har man gjort Tydsken Uret: "Häuschen", skulde man sige, og det betyder: smaa Huse; disse der, den Gang, og det i mange Aaringer, vare ikke stort andet end Træ-Boder, næsten som vi nu see dem stillede op paa Markederne; ja lidt større vel og med Vinduer, men Ruderne vare af Horn eller Blæreskind, thi den Tid var det for dyrt af have Glas-Ruder i alle Huse, men det er ogsaa saa langt tilbage i Tiden, at Oldefaders Oldefader, da han fortalte derom, ogsaa kaldte det: i gamle Dage; det er flere hundrede Aar siden. De rige Kjøbmænd i Bremen og Lübeck dreve Handlen i Kjøbenhavn; selv kom de ikke herop, de sendte deres Svende, og de boede i Træboderne i "Smaahusenes Gade" og holdt Udsalget af Øl og Kryderi." 

## Hyskenstræde i ny tid
Store Bededag i 2009 skete hærværk i gaden i forbindelse med festivalen Undoing the City. 
I Hyskenstræde 9 ligger baren Lord Nelson. 
Café Tight i nr. 10 åbnede i 2009 og drives af tre mænd fra Canada, Frankrig og Australien. 
I nr. 16a stuen ligger frisøren 'Tiny Studio. Tiny studio ejes og drives af Joe Korsbek.

Hyskenstræde har postnummeret 1207. 